# 青森地方検察庁
青森地方検察庁（あおもりちほうけんさつちょう）は、青森県青森市にある日本の地方検察庁の一つで、青森県を管轄している。略称は、青森地検（あおもりちけん）。弘前・八戸・五所川原・十和田に支部を置いている。
青森県を管轄しており、青森市に設置されている本庁のほか、五所川原、弘前、八戸、十和田に支部を設置している。

## 所在地
- 本庁 - 青森県青森市長島1丁目3-25 青森法務総合庁舎　北緯40度49分24.9秒 東経140度44分37.6秒 / 北緯40.823583度 東経140.743778度

JR東北線・奥羽線・津軽線青い森鉄道線 青森駅から徒歩15分
- 弘前支部 - 青森県弘前市大字上白銀町5-6 弘前法務合同庁舎　北緯40度36分11.1秒 東経140度27分42.7秒 / 北緯40.603083度 東経140.461861度

JR奥羽線・五能線・弘南鉄道弘南線 弘前駅から弘南バス［弘前駅前2番乗り場 土手町循環バス、又は6番乗り場 駒越経由藤代行き、弥生行き、葛原行き、枯木平行き、茂森線、相馬線］に乗車，「市役所前公園入口」バス停から徒歩３分
- 八戸支部 - 青森県八戸市根城9丁目13-9 八戸合同庁舎　北緯40度30分29.8秒 東経141度28分1.6秒 / 北緯40.508278度 東経141.467111度

JR東北線・東北新幹線・八戸線・青い森鉄道線 八戸駅から南部バスに乗車，「司法センター前」バス停から徒歩１分
- 五所川原支部 - 青森県五所川原市大字唐笠柳字藤巻507-5 五所川原合同庁舎　北緯40度47分49.8秒 東経140度27分24.6秒 / 北緯40.797167度 東経140.456833度

JR五能線・津軽鉄道津軽鉄道線 五所川原駅から弘南バス「エルムの街」行き循環バスに乗車，「イトーヨーカドー前」バス停から徒歩3分
- 十和田支部 - 青森県十和田市西二番町14-12 十和田奥入瀬合同庁舎　北緯40度36分47.5秒 東経141度12分24.6秒 / 北緯40.613194度 東経141.206833度

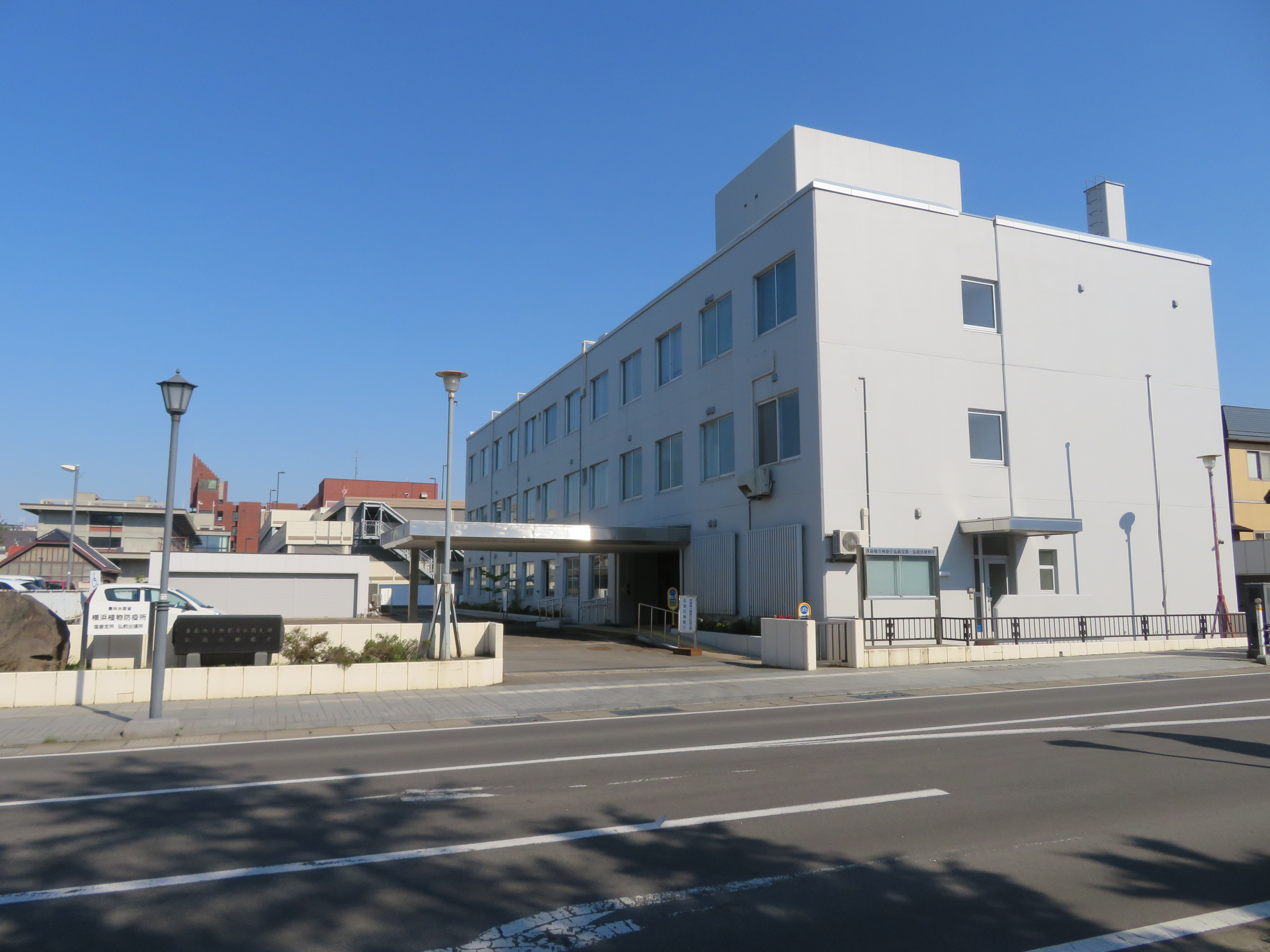
弘前支部
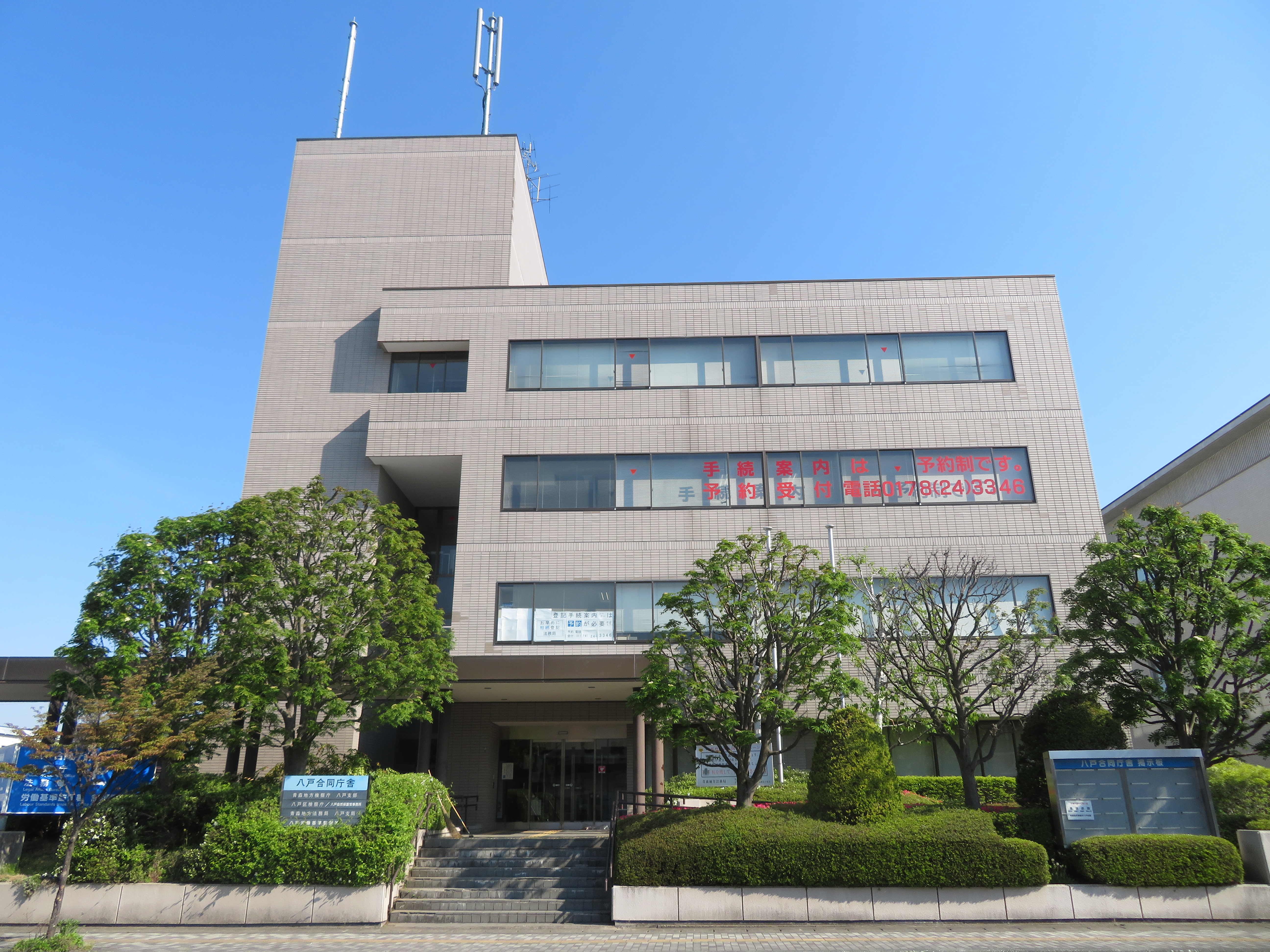
八戸支部が所在する八戸合同庁舎
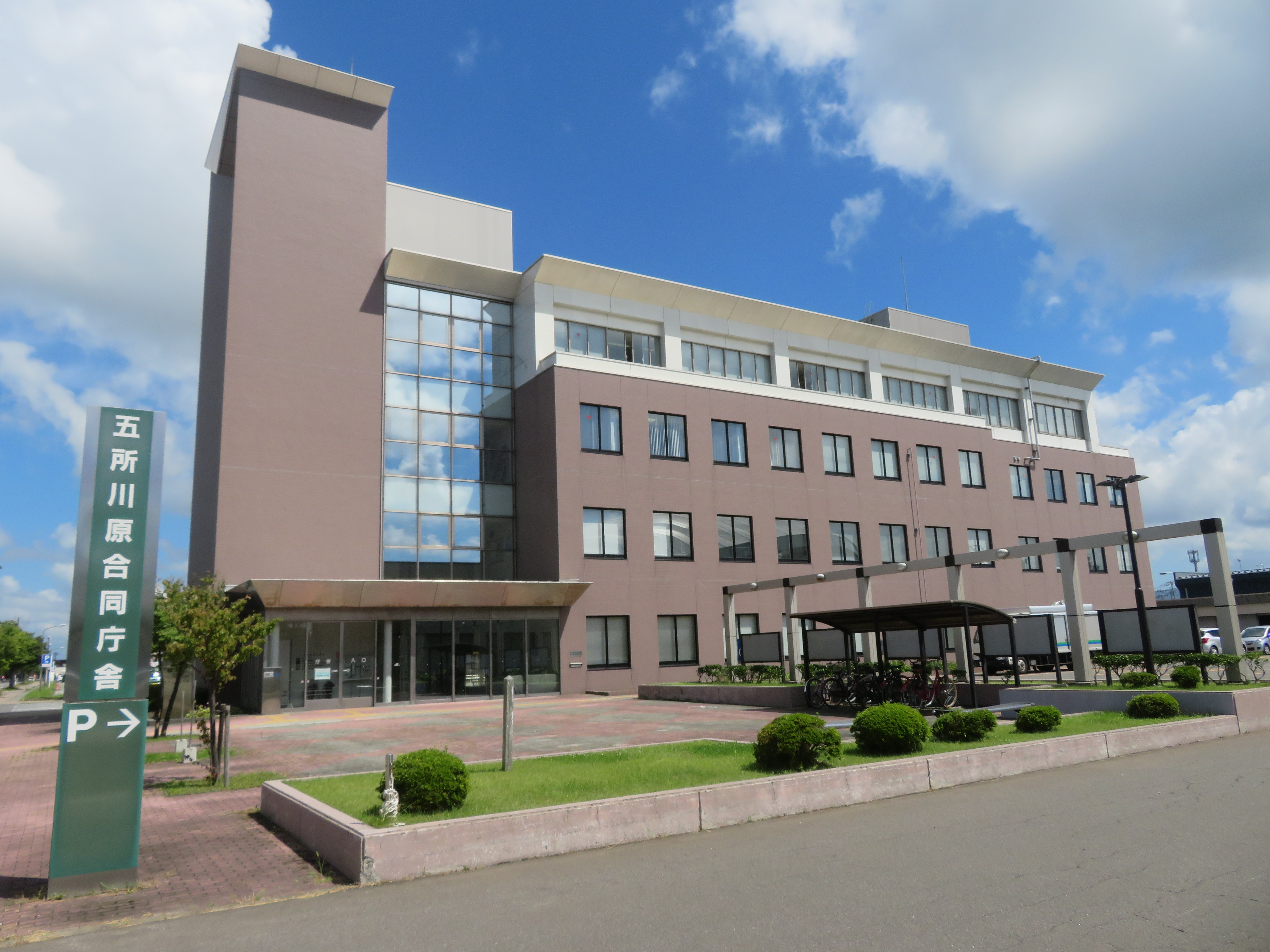
五所川原支部が所在する五所川原合同庁舎
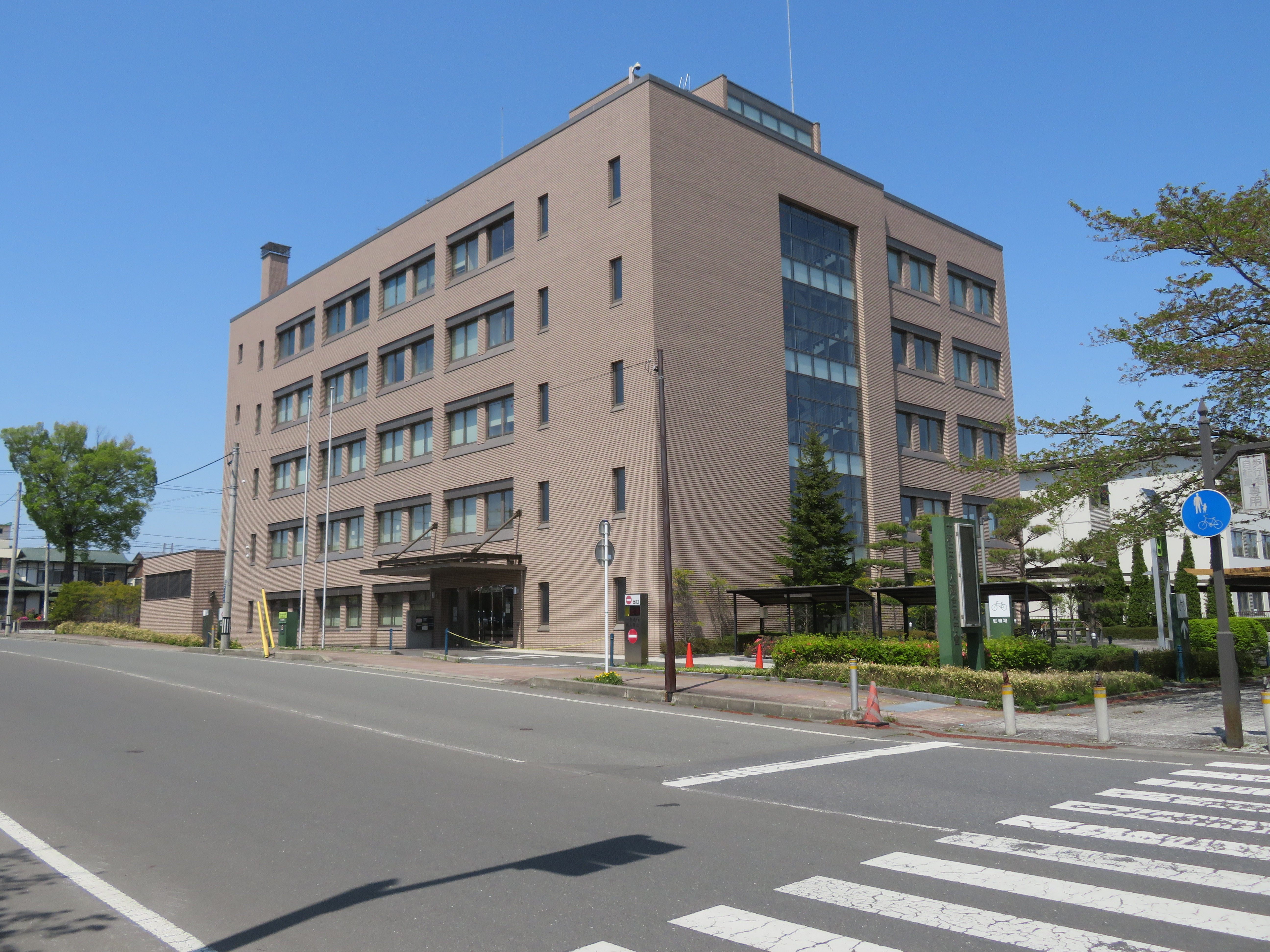
十和田支部が所在する十和田奥入瀬合同庁舎

## 管轄
- 本庁
  - 青森区検察庁（青森市（旧浪岡町地域を除く）・東津軽郡）
  - むつ区検察庁（むつ市・下北郡）
  - 野辺地区検察庁（上北郡（野辺地町・横浜町・六ヶ所村・東北町・七戸町）
- 五所川原支部
  - 五所川原区検察庁（五所川原市・北津軽郡）
  - 鰺ケ沢区検察庁（つがる市・西津軽郡）
- 弘前支部
  - 弘前区検察庁（青森市（旧浪岡町地域）・弘前市・黒石市・平川市・中津軽郡・南津軽郡）
- 八戸支部
  - 八戸区検察庁（八戸市・三戸郡（階上町・三戸町・田子町・南部町）
- 十和田支部
  - 十和田区検察庁（十和田市・三沢市・上北郡（六戸町・おいらせ町）・三戸郡（五戸町・新郷村）